# Kultura knowiska

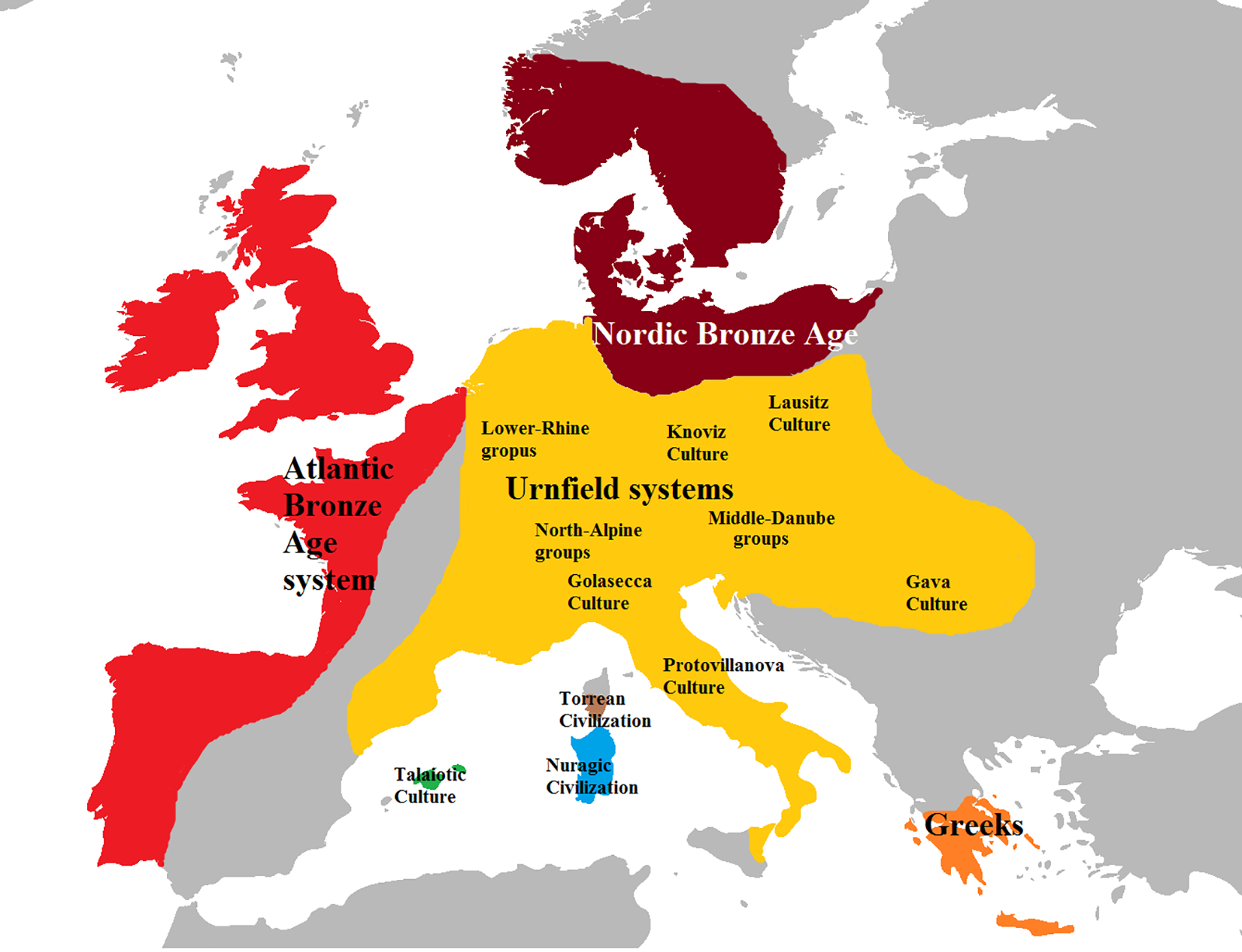
Kultura knowiska jako jedna z kultur pól popielnicowych (Knoviz kulture)

Kultura knowiska (cz. knovízská kultura) – kultura archeologiczna środkowej i młodszej epoki brązu. Jest ona silnie powiązana z kręgiem kultur pól popielnicowych. Eponimem jest dla niej miejscowość Knovíz koło Slan w kraju środkowoczeskim, gdzie odkryto stanowisko archeologiczne tej kultury.

## Geneza
Kultura knowiska powstała na podłożu lokalnej grupy z kręgu kultur mogiłowych. Zmieszały się w niej cechy grupy czesko-palatynackiej i środkowodunajskiej kultury mogiłowej. Zdaniem Marka Gedla pewne znaczenie musiał mieć wkład istniejących jeszcze na tym terenie starych tradycji związanych z kulturą unietycką z wczesnej epoki brązu. Dawniej popularną była, odrzucona obecnie teoria, o powstaniu kultury knowiskiej pod wpływem kultury łużyckiej, na co wskazywać miał inwentarz ceramiczny.

## Chronologia i obszar występowania
Omawiana jednostka kulturowa rozwijała się od okresu brązu D, do okresu Hallstatt B2-3, według podziału chronologicznego dokonanego przez Paula Reineckego. Przypada to w latach kalibrowanych na okres 1300–750 lat p.n.e. W jej rozwoju wyróżniamy dwa etapy i kilka faz:
- etap właściwy kultury knowiskiej, dzielący się na:
  - faza I – brąz D i początki okresu Hallstatt A1 (1300–1200 lat p.n.e.);
  - faza II – Hallstatt A1 (1200–1100 lat p.n.e.);
  - faza III – Hallstatt A2 (1100–1050/1020 lat p.n.e.);
- etap sztitarski (od miejscowości Štitary), dzielący się na:
  - faza Štitary I – Hallstatt B1 (1050/1020–950/920 lat p.n.e.);
  - faza Štitary II – Hallstatt B2-3 (950/920–800 lat p.n.e.).

Kultura knowiska rozwijała się głównie na obszarze Kotliny Czeskiej, w Czechach środkowych i zachodnich. Jej wpływy sięgały jednak dalej, na teren południowych Czech, do północnej Bawarii oraz do Turyngii, gdzie rozwijała się kultura unstrucka.

## Gospodarka
Podstawą gospodarki ludności kultury knowiskiej była uprawa ziemi. Znano już większość uprawianych na naszych ziemiach zbóż, natomiast najpopularniejsze były pszenica i proso, których ziarna występują na stanowiskach archeologicznych. Ponadto zajmowano się również hodowlą zwierząt.

## Osadnictwo i budownictwo
Osady kultury knowiskiej miały charakter otwarty, chociaż przypuszcza się, że pod koniec istnienia omawianej jednostki taksonomicznej pojawiły się osiedla obronne. Osady lokowano w pobliżu rzek i innych zbiorników wodnych. Budynki naziemne były wznoszone w konstrukcji słupowej, z fazy sztitarskiej zaś znane są również duże półziemianki. Poza tym na osiedlach kultury knowiskiej występuje dużo kolistych lub owalnych jam.

## Ośrodki kultowe
W kulturze knowiskiej, z okresu Hallstatt A znane są dwa obiekty, które przez badaczy zostały określone jako mające pełnić funkcję kultową. Pierwszy z tych obiektów znany jest z osady w miejscowości Mutějovice koło Rakovníka. Miał on średnicę 10 metrów i otoczony był podkowiastym rowem. Drugi natomiast, pochodzący z dzielnicy Čakovice w Pradze, miał średnicę 17–18 metrów i również otoczony był rowem, wewnątrz którego znajdowała się stela wykonana z piaskowca.

## Obrządek pogrzebowy
Omawiana jednostka kulturowa znana jest przede wszystkim z małej wielkości cmentarzysk ciałopalnych, jednak w obrębie osad występują pojedyncze pochówki szkieletowe. W grobach tych zwłoki były ułożone na boku w pozycji skurczonej. Poza tym spotyka się również pochówki podwójne, najczęściej matek z dziećmi. Osobną grupą są pochówki szkieletowe o nietypowym układzie szkieletu. W niektórych przypadkach dwa ciała były ułożone bezpośrednio na sobie lub w poprzek. Niektóre ze szkieletów były ustawione twarzą do ziemi, inne natomiast znajdowały się w pozycji siedzącej. Charakterystyczne są również pochówki częściowe, przypadki, kiedy do jednego szkieletu dołożono kilka kości z innego, oraz pochówki gromadne i pochówki gromadne poćwiartowanych ciał. Te nietypowe, głównie męskie groby wiąże się z fazą III etapu właściwego i z etapem sztitarskim.

## Kanibalizm
W kulturze knowiskiej, na wielu jej osadach spotyka się, rozrzucone w warstwach kulturowych i jamach odpadkowych, analogicznie do kości zwierzęcych, kości ludzkie. Świadczy to o uprawianiu przez ludność kultury knowiskiej kanibalizmu. Ilość takich znalezisk wskazuje, że ludożerstwo było w omawianej kulturze uprawiane na o wiele większą skalę, niż w sąsiednich grupach, gdzie miało zapewne głównie charakter rytualny.

## Inwentarz
Najbardziej charakterystycznymi dla ceramiki tej kultury naczyniami, były tak zwane naczynia piętrowe, składające się z kilku „pięter”, co tworzy wrażenie nałożenia jednego naczynia na drugie. Występują one najliczniej w fazie II. Poza tym w inwentarzu ceramicznym występują naczynia wazowate o wyodrębnionej szyi, zaopatrzone w dwa ucha u jej nasady oraz rozmaite misy i czerpaki. Widoczne są liczne nawiązania w ceramice do kultury łużyckiej. Inwentarz metalowy zaś nawiązuje przede wszystkim do południowoniemieckiej kultury pól popielnicowych.